# Tepemalintla
Tepemalintla är en ort i Mexiko.   Den ligger i kommunen Huejutla de Reyes och delstaten Hidalgo, i den sydöstra delen av landet, 200 km norr om huvudstaden Mexico City. Tepemalintla ligger 463 meter över havet och antalet invånare är 202.
Terrängen runt Tepemalintla är kuperad åt sydost, men åt nordväst är den platt. Runt Tepemalintla är det ganska tätbefolkat, med 248 invånare per kvadratkilometer. Närmaste större samhälle är Huejutla de Reyes, 10,5 km öster om Tepemalintla. I omgivningarna runt Tepemalintla växer i huvudsak städsegrön lövskog.